# 成新湘
成新湘（1973年5月—），湖南湘乡人，汉族，无党派人士。中华人民共和国政治人物、第十三届全国人民代表大会湖南地区代表。

## 生平
成新湘是湘绣非遗传承人。2018年2月24日，当选为第十三届全国人大代表。